# Anton Koch (Theologe)

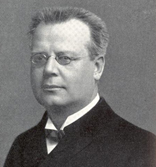
Anton Koch

Anton Koch (* 19. April 1859 in Pfronstetten; † 24. Mai 1915 in Tübingen) war ein deutscher römisch-katholischer Theologe, Hochschullehrer und Rektor der Universität Tübingen.

## Leben
Koch besuchte die Lateinschule in Riedlingen und das Gymnasium in Ehingen. Anschließend studierte er katholische Theologie an der Universität Tübingen und wurde 1884 zum Priester geweiht. Nach einer Tätigkeit als Seelsorger wurde er 1886 Repetent am Wilhelmsstift in Tübingen. 1891 wurde er zum Dr. theol. promoviert und anschließend wirkte er als Kaplan in Stuttgart, bis er 1894 außerordentlicher und ab 1896 ordentlicher Professor der Moral- und Pastoraltheologie in Tübingen wurde. Von 1913 bis 1914 war er Rektor der Universität Tübingen.
Als Angehöriger der liberalen Teils der Tübinger Fakultät und Unterstützer des Reformkatholizismus geriet er wiederholt mit dem Bischof von Rottenburg Paul Wilhelm von Keppler aneinander.
Seit 1893 war er Mitglied der katholischen Studentenverbindung AV Guestfalia Tübingen.

## Schriften (Auswahl)
- Der heilige Faustus, Bischof von Riez. Stuttgart 1895
- Lehrbuch der Moraltheologie. Freiburg 1905 (Digitalisat)
- Wesen und Wertung des Luxus. Tübingen 1914 (Digitalisat).